# Bataille d'Henderson Field
Seconde Guerre mondiale
Batailles
Campagne de Guadalcanal

Terrestres : 
- Tulagi et Gavutu–Tanambog
- Tenaru
- Edson's Ridge
- Rivière Matanikau
- Henderson Field
- Offensive de la Matanikau
- Koli Point
- Carlson's patrol
- Monts Austen

Navales :
- Île de Savo
- Salomon orientales
- Cap Espérance
- Îles Santa Cruz
- Bataille navale de Guadalcanal
- Tassafaronga
- Ke
- Îles de Renell

La bataille d’Henderson Field ou bataille de Lunga Point eut lieu du 23 au 26 octobre 1942 sur et autour de l'île de Guadalcanal dans les îles Salomon entre l'armée impériale japonaise et les forces alliées pendant la Seconde Guerre mondiale.
La bataille fit rage aussi bien sur terre, en mer, que dans les airs. Cette bataille était la troisième des trois grandes offensives terrestres menées par les Japonais pendant la campagne de Guadalcanal.
Durant cette bataille, le corps des Marines et les forces de l'armée de terre des États-Unis, sous le commandement du major-général Alexander Vandegrift, repoussèrent une attaque de la 17e armée japonaise, sous le commandement du lieutenant-général japonais Harukichi Hyakutake. Les forces américaines défendirent le périmètre de Lunga, qui comprenait la piste Henderson (aujourd'hui devenue l'aéroport international de Honiara) à Guadalcanal. Celle-ci avait été capturée auparavant par les Américains le 7 août 1942. L'armée de Hyakutake fut envoyée à Guadalcanal en réponse aux débarquements alliés, avec pour mission de reprendre l'aérodrome et de repousser les forces alliées hors de l'île.
Les soldats de Hyakutake menèrent de nombreuses attaques pendant trois jours à différents endroits autour du périmètre Lunga, elles furent toutes repoussées, et les japonais subirent de lourdes pertes. Dans le même laps de temps, l'aviation alliée utilisant la piste Henderson défendit avec succès les positions américaines contre les attaques des forces aériennes et de la marine japonaise.
La bataille fut la dernière grande offensive terrestre menée par les forces japonaises sur Guadalcanal. Une tentative d'amener des renforts échoua lors de la bataille navale de Guadalcanal en novembre 1942, dès lors, le Japon reconnut sa défaite dans la lutte pour l'île et évacue la plupart de ses soldats restants pendant la première semaine de février 1943.

## Historique
La 1re division des Marines ayant réussi à conquérir la base aérienne construite par les forces japonaise à Guadalcanal, le général Hyakutake Haruyoshi commandant la 2e division japonaise venu de Java en renfort tente de le reprendre.
Il attaque durant 3 nuits les trois côtés de Henderson, parvenant même à atteindre la piste avant de se faire repousser. Le bilan humain est d'environ 2 500 à 3 000 japonais tués tandis que de 61 à 86 américains sont tués ainsi qu'environ 200 autres blessés.

## Décorations
Deux Marines, John Basilone et Mitchell Paige (en), obtinrent la Medal of Honor.